# اييب السفلى (السبرة)

تعديل مصدري - تعديل

اييب السفلى محلة تابعة لقرية الصيحار، التابعة لعزلة بلادالجماعي بمديرية السبرة إحدى مديريات محافظة إب في الجمهورية اليمنية.، بلغ تعداد سكانها 630 حسب تعداد اليمن لعام 2004.